# Striatie (geologie)

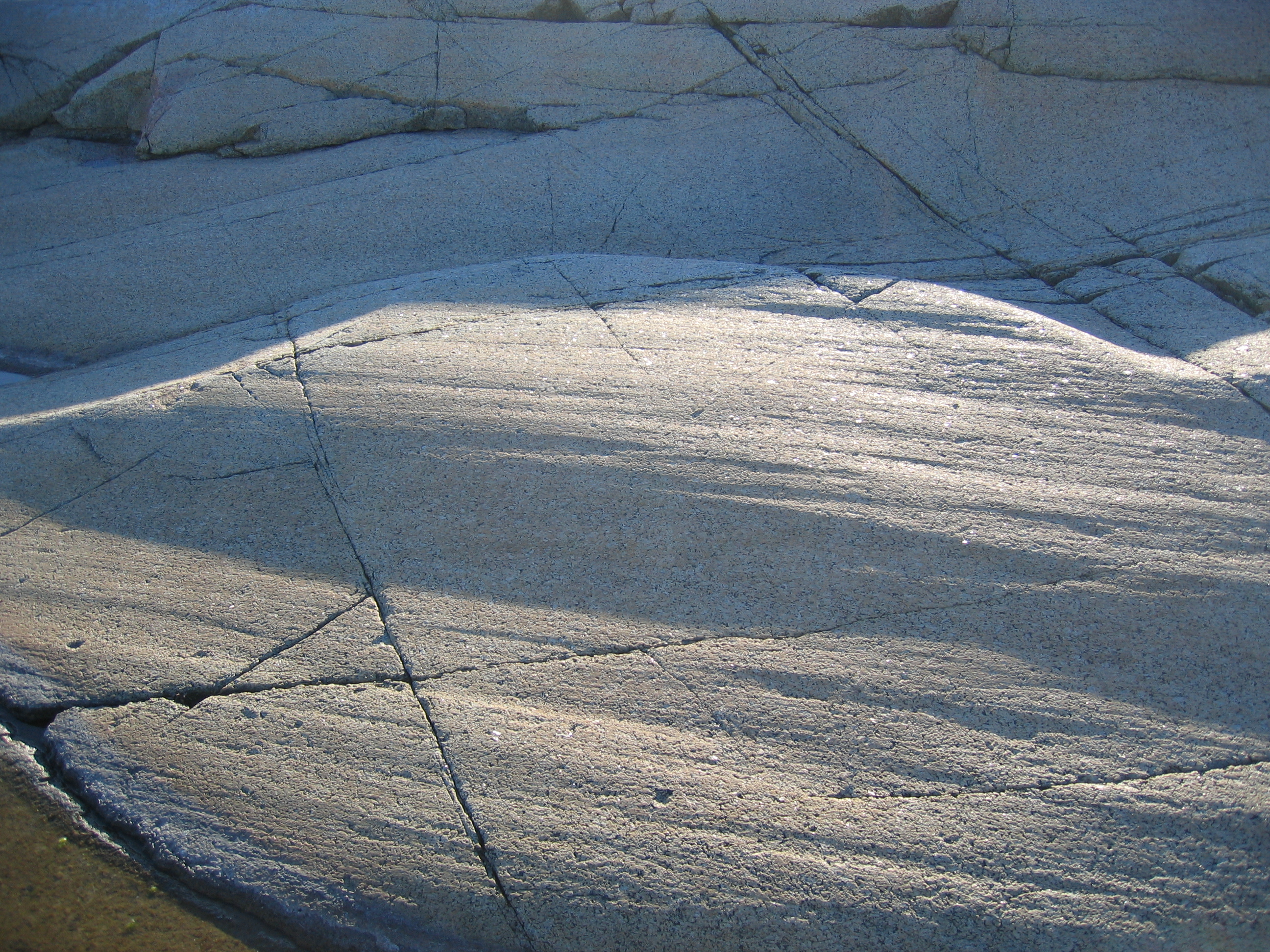
Voorbeeld van striatie in Tjøme, Noorwegen.

Een striatie is een lange kras of inkeping in de bovenkant van gesteente.

## Gesteente
Bij gesteente wordt striatie gevormd door de stroming van een gletsjer over het gesteente en wordt dan een gletsjerkras genoemd. In het ijs van gletsjers zitten vaak stenen of ander puin ingesloten. Deze harde fragmenten schuren over de bodem en veroorzaken striaties. De striaties kunnen bestudeerd worden om de stroomrichting van vroegere gletsjers vast te stellen.
Ook kunnen straties het gevolg zijn van de beweging van breuken in de aardkorst. De richting van de strepen onthullen aanwijzingen voor de richting van de beweging.